# Торпедо (футбольный клуб, Георгиевск)
«Торпедо» — российский футбольный клуб из Георгиевска. В 1997—1999 годах клуб имел профессиональный статус и провел 3 сезона в первенстве России по футболу. В настоящее время является любительской командой и участвует в первенстве Ставропольского края.

## История
Футбольная команда — предшественница «Торпедо» — была создана весной 1910 года по инициативе группы рабочих Георгиевского арматурного завода. В последующие годы заводская команда «Торпедо» принимала участие в различных городских, районных и краевых соревнованиях, дважды — в 1957 и 1959 году становилась победителем первенства Ставропольского края по футболу, в 1958 и 2008 годах занимала второе место, а в 1994 году — обладателем краевого кубка.
В 1997 году клуб дебютировал в профессиональном футболе в третьей лиге чемпионата России. Финансирование клуба в этот период осуществлялось по-прежнему арматурным заводом. По итогам сезона клуб вошел в тройку сильнейших в своем зональном турнире. В 1998 году клуб был включен во вновь созданный второй дивизион. В 1999 году занял последнее место в зональном турнире и покинул второй дивизион. В 2003—2004 годах (в 2004 году — под названием «Торпедо-Машук») принимал участие в зональном турнире «Юг» первенства любительской футбольной лиги.
Высшее достижение в первенстве России — 12-е место в зоне «Юг» второго дивизиона в 1998 году. Лучшее достижение в Кубке России — 1/128 финала в сезоне 1998/99.
В 2005—2006 годах клуб прекратил своё существование и в соревнованиях участия не принимал.
В январе 2007 года на основе команды «Содействие-М», в 2006 году вышедшей в высшую лигу первенства Ставропольского края, а также команды «Спартак-Альтернатива» была создана объединённая команда, получившая название «Торпедо». В настоящее время выступает во 2-й группе первенства Ставропольского края.

## История выступлений в чемпионате России
| Сезон | Лига                                                            | И  | В  | Н  | П  | М      | О  | Место |
| ----- | --------------------------------------------------------------- | -- | -- | -- | -- | ------ | -- | ----- |
| 1997  | Третья лига, 1-я зона                                           | 48 | 28 | 9  | 11 | 85−36  | 93 | 3     |
| 1998  | Второй дивизион, зона «Юг»                                      | 40 | 12 | 14 | 14 | 43−51  | 50 | 12    |
| 1999  | Второй дивизион, зона «Юг»                                      | 36 | 2  | 6  | 28 | 19−101 | 12 | 19    |
| 2002  | Чемпионат Ставропольского края. Зона КМВ                        | 22 | 14 | 2  | 6  | 55−23  | 66 | 3     |
| 2002  | Чемпионат Ставропольского края. Финальный турнир                | 10 | 1  | 2  | 7  | 10−20  | 15 | 5     |
| 2003  | ЛФЛ, Зона «Юг»                                                  | 42 | 6  | 9  | 27 | 42−100 | 27 | 21    |
| 2004  | ЛФЛ, Зона «Юг»                                                  | 40 | 16 | 3  | 21 | 64−72  | 51 | 11    |
| 2007  | Чемпионат Ставропольского края                                  | 30 | 16 | 1  | 13 | 58−49  | 49 | 8     |
| 2008  | Чемпионат Ставропольского края                                  | 30 | 20 | 4  | 6  | 81−36  | 64 | 2     |
| 2009  | Чемпионат Ставропольского края                                  | 30 | 20 | 0  | 10 | 57−45  | 60 | 4     |
| 2010  | Чемпионат Ставропольского края                                  | 26 | 10 | 3  | 13 | 39−60  | 33 | 8     |
| 2011  | Первенство Ставропольского края во 2-й группе. Зона КМВ         | 12 | 7  | 3  | 2  | 27−12  | 24 | 3     |
| 2011  | Первенство Ставропольского края во 2-й группе. Финальный турнир | 6  | 3  | 1  | 2  | 11−13  | 10 | 3     |
| 2012  | Первенство Ставропольского края во 2-й группе. Зона КМВ         | 14 | 8  | 3  | 3  | 32−17  | 27 | 2     |
| 2012  | Первенство Ставропольского края во 2-й группе. Финальный турнир | 10 | 4  | 3  | 3  | 15−19  | 15 | 2     |
| 2013  | Первенство Ставропольского края во 2-й группе                   | 20 | 10 | 2  | 8  | 32−31  | 32 | 5     |
| 2014  | Первенство Ставропольского края во 2-й группе                   | 26 | 17 | 2  | 7  | 60−31  | 53 | 3     |
| 2015  | Первенство Ставропольского края во 2-й группе. Подгруппа А      | 18 | 7  | 1  | 10 | 43−41  | 22 | 7     |
| 2016  | Первенство Ставропольского края во 2-й группе. Подгруппа А      | 16 | 5  | 0  | 11 | 24−39  | 15 | 6     |
| 2017  | Первенство Ставропольского края во 2-й группе. Финальный турнир | 10 | 0  | 9  | 1  | 14−57  | 1  | 6     |
| 2018  | Первенство Ставропольского края во 2-й группе. Подгруппа А      | 14 | 5  | 1  | 8  | 42−57  | 16 | 5     |
| 2019  | Первенство Ставропольского края. Группа В                       | 21 | 8  | 1  | 12 | 33−57  | 25 | 9     |
| 2020  | Первенство Ставропольского края во 2-й группе                   | 0  | 0  | 0  | 0  | 0−0    | 0  | 0     |
| 2021  | Чемпионат Ставропольского края. Зона 1                          | 16 | 0  | 0  | 0  | 0−0    | 25 | 5     |
| 2021  | Чемпионат Ставропольского края. Финальный турнир                | 9  | 0  | 0  | 3  | 17−29  | 10 | 10    |

## Главные тренеры
- 1997 Юрий Котов
- 1998—1999 Александр Иванченко
- 1999 Виктор Панченко
- 2000—2016 Александр Иванченко
- 2016—2019 Сейфулла Фаталиев
- 2021— Роман Каспарян